# Georg, hertig av Sachsen
Georg av Sachsen, även kallad Georg den skäggige, (tyska: Georg der Bärtige) född 27 augusti 1471 i Meissen, död 17 april 1539 i Dresden, var hertig av Sachsen-Meissen och Sagan från 1500 till sin död 1539.

## Biografi
Georg var son till Albrekt III och tillhörde därmed den albertinska linjen av huset Wettin, med Dresden som residensstad.
Hans stridigheter med den ernstinska kurfurstliga linjen av huset Wettin bestämde dels han kejsartrogna hållning i Tysk-romerska rikets inre politik, dels hans fientlighet mot reformationen. Han var ledare för det katolska partiet i Tyskland bland de världsliga furstarna och en av de drivande viljorna vid tillkomsten av fördraget i Dessau. Georg bekämpade Luther i ett flertal skrifter, som också blev av denne besvarade.
Georg var riddare av den spansk-österrikiska riddarorden Gyllene Skinnets orden.
Georg efterträddes som hertig av sin bror Henrik.